# Национальный комитет спасения народа
Национальный комитет спасения народа (фр. Comité national pour le salut du peuple) — военно-политический (государственный) орган власти Мали, образованный 19 августа 2020 года после отставки президента Ибрагима Бубакара Кейты в результате военного переворота. Председателем комитета является Ассими Гоита — полковник Вооружённых сил Мали.

## История

### Военный переворот и формирование комитета
Утром 19 августа, на следующий день после ареста президента и премьер-министра Мали, Исмаэль Ваге от лица солдат-повстанцев объявил о создании Национального комитета спасения народа (НКСН), отвечающего за переходный период и проведение новых всеобщих выборов «в разумные сроки» и в рамках «гражданского политического перехода». В тот же день Ассими Гоита был назначен на должность председателя Национального комитета, а Малик Диау — вице-председателем.

### Первые решения
В день создания управляющего страной органа, его члены объявили комендантский час с 21:00 до 5:00, а также закрыли государственные границы. Затем военные приняли решение вновь открыть границы с 21 августа.
По суданской модели, хунта предусматривает политический переход продолжительностью в девять месяцев во главе с временным советом, возглавляемым гражданским лицом или военным.

### Передача власти гражданскому режиму
21 сентября НКСН назначил 70-летнего бывшего министра обороны Ба Ндау главой переходной республики, а 25 сентября конституционная власть была восстановлена с назначением Ба Ндау президентом страны. Однако хунта оставалась активной до создания переходного парламента (Национального переходного совета). Также несколько ополченцев были назначены в правительство Моктара Уана.
5 декабря начал работу Национальный переходный совет.
13 января 2021 года ЭКОВАС призвал к роспуску Национального комитета спасения народа, что и было объявляено указом от 18 января.

## Руководство
| Должность                | Имя          |
| ------------------------ | ------------ |
| Председатель             | Ассими Гоита |
| Первый вице-председатель | Малик Диау   |
| Пресс-секретарь          | Исмаэль Ваге |